# Oviraptor
Oviraptor ist eine Gattung theropoder Dinosaurier aus der Oberkreide Zentralasiens, die zu den Oviraptorosauria gezählt wird. Die einzige Art und Typusart, Oviraptor philoceratops, ist von einem schlecht erhaltenen, teilweisen Skelett mit Eiern bekannt, das in der Mongolei gefunden wurde und in das späte Campanium datiert wird.
Ein mögliches weiteres Skelett (ebenfalls mit Eiern) wurde in der Inneren Mongolei in China entdeckt, in einem Gebiet namens Bayan Mandahu.
Innerhalb der Oviraptorosauria wird Oviraptor zu den Oviraptoriden gezählt, er ist der Typ und Namensgeber beider Gruppen. Wie andere Oviraptorosaurier war auch Oviraptor ein kleiner, vogelähnlicher Theropode, der sich durch sehr tiefe, zahnlose Kiefer und einen Schädelkamm auszeichnet.
Der Name Oviraptor (von lat. ōvum ‚Ei‘ und raptor ‚Räuber‘) bedeutet so viel wie „Eierdieb“. Da das erste Skelett auf einem fossilen Nest entdeckt wurde, nahm man an, das Tier wollte die Eier fressen. Heute interpretiert man den Fund als ein Elterntier, das die eigenen Eier bebrütet hat, als es starb. Man nimmt an, dass sie in Kolonien ähnlich den Seevögeln gebrütet haben, da mehrere Nester nahe beieinander gefunden wurden. Die Ernährung der Oviraptorosauria ist noch immer unklar, einige Forscher vermuten jedoch, dass der Schnabel zum Knacken von Muscheln und Schnecken gedient haben könnte.
Obwohl Oviraptor zu den populären Dinosauriern zählt, basieren fast sämtliche Darstellungen auf einem gut erhaltenen Skelett mit hohem Schädelkamm, das heute dem verwandten Citipati zugeschrieben wird.

## Fund und Merkmale

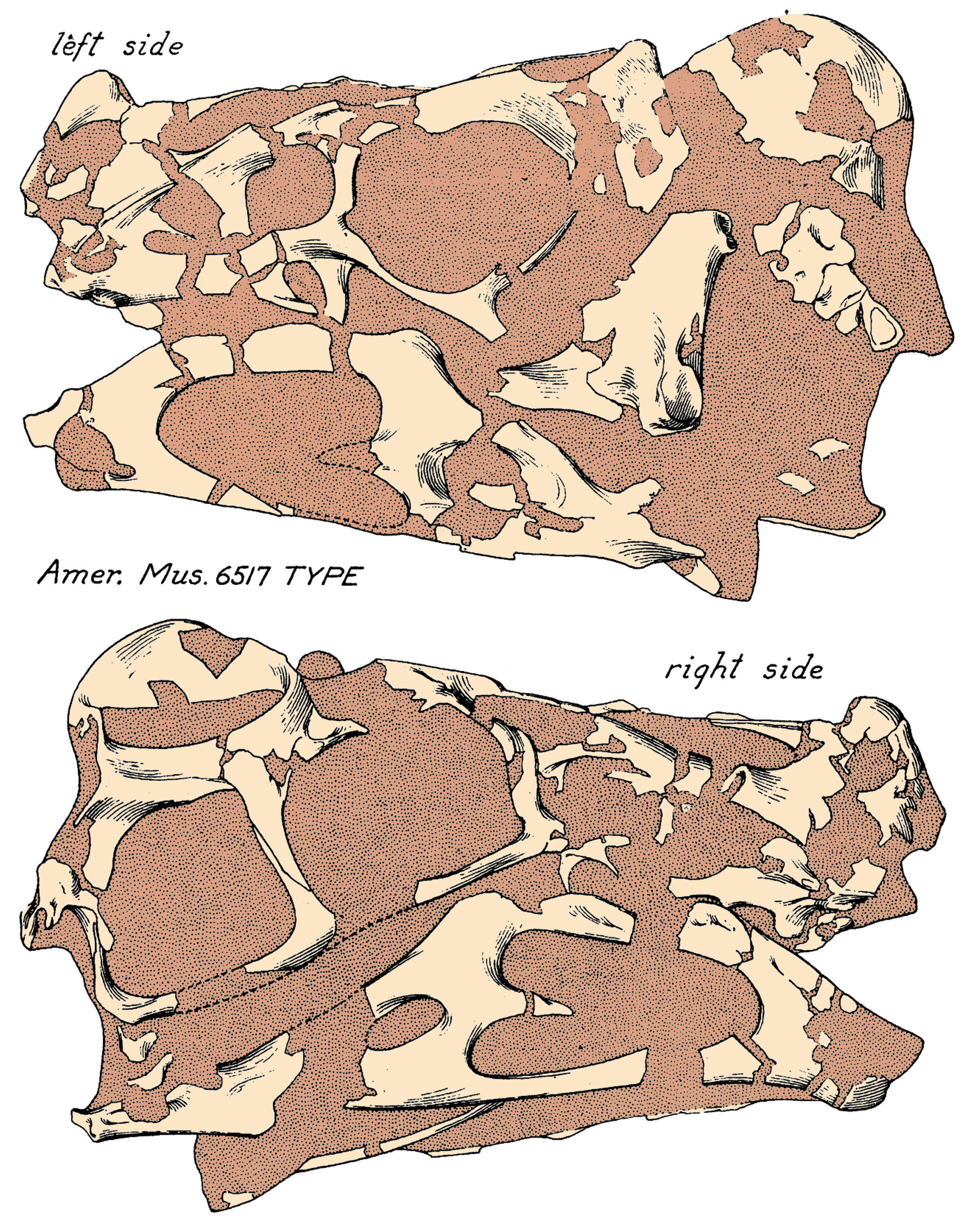
Zeichnung des Schädels von Oviraptor philoceratops (Typexemplar, AMNH 6517) aus Osborn (1924)

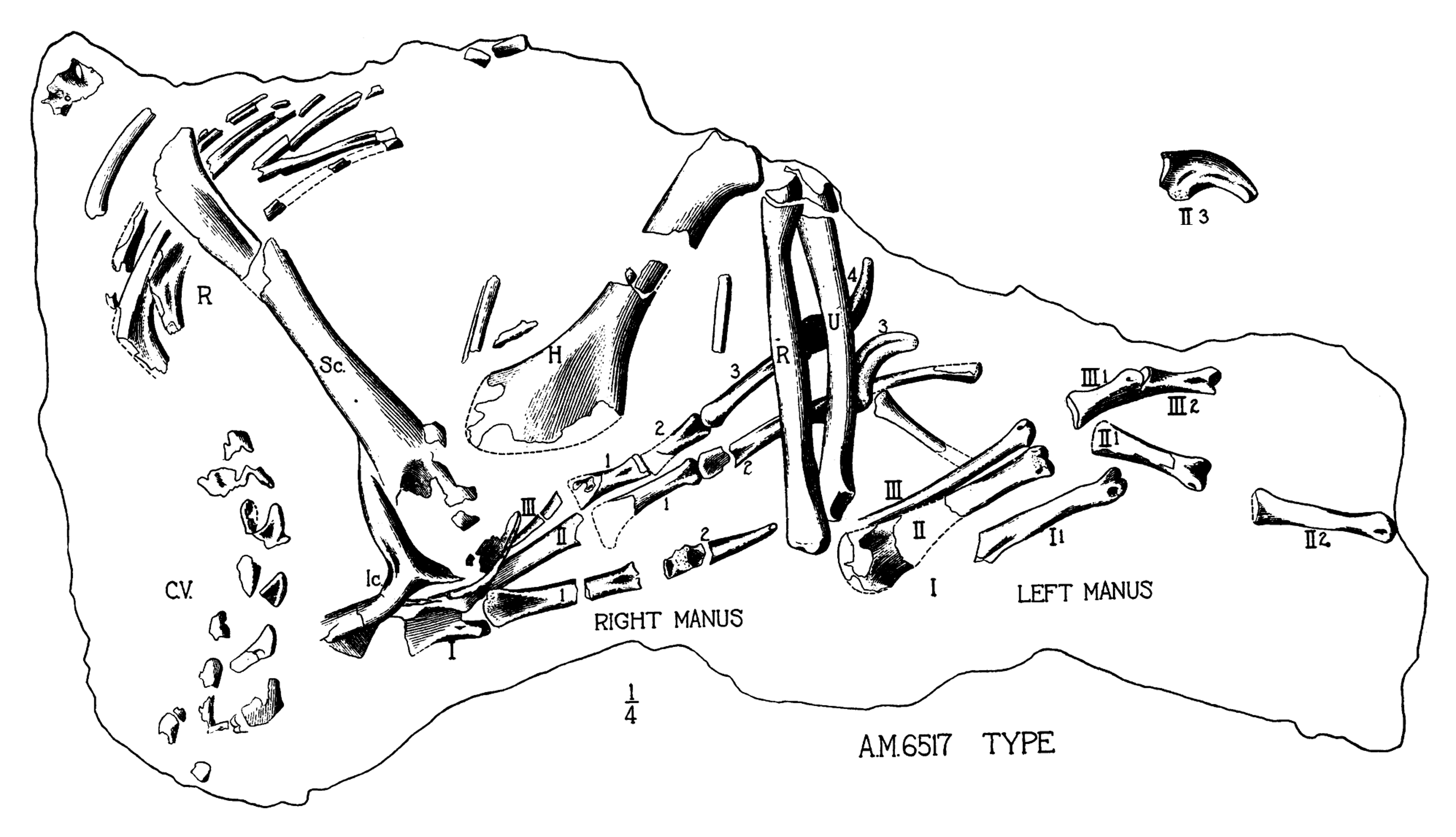
Zeichnung des linken Arms und beider Hände des Typexemplars, aus Osborn 1924

Oviraptor philoceratops ist von einem einzigen teilweisen Skelett mit einem deformierten, unvollständigen Schädel (Katalognummer AMNH 6517) und einem Nest mit etwa 15 Eiern bekannt (AMNH 6508). Der Fund wurde von 1923 von George Olsen in der berühmten Fossillagerstätte Bajandsag (eng. „flaming cliffs“) gemacht, die geologisch zur Djadochta-Formation gehört und aus der unter anderem Skelette von Velociraptor und Protoceratops stammen. Die Expedition war eine von vier erfolgreichen Expeditionen in die Wüste Gobi, die das American Museum of Natural History in den frühen 1920er-Jahren durchgeführt hatte. Oviraptor wurde 1924 von Henry Fairfield Osborn erstbeschrieben.
Oviraptor gehörte zu den vogelähnlichsten der Nicht-Vogel-Dinosaurier. Insbesondere sein Brustkorb zeigt verschiedene Merkmale, die typisch für Vögel sind, wie Fortsätze auf jeder Rippe, die den Brustkorb stabilisierten. Ein Verwandter von Oviraptor, Nomingia, zeigt ein Pygostyl, eine Reihe verschmolzener Wirbel, die bei heutigen Vögeln die Schwanzfedern unterstützen. Hautabdrücke von primitiveren Oviraptorosauriern wie Caudipteryx und Protarchaeopteryx zeigen eine umfassende Befiederung des Körpers, gefiederte Arme und lange, fächerbildende Schwanzfedern. Aus dem Pygostyl bei Nomingia kann auf lange Schwanzfedern bei dieser Spezies geschlossen werden, was vermuten lässt, dass dieses Merkmal unter Oviraptorosauriern weit verbreitet war. Außerdem weist die Nistposition des brütenden Citipati-Skeletts darauf hin, dass gefiederte Arme zum Abdecken der Eier benutzt wurden. Aufgrund der großen anatomischen Ähnlichkeit zwischen diesen Funden und dem Oviraptor-Skelett erscheint es sehr wahrscheinlich, dass Oviraptor ebenfalls gefiedert war.
Oviraptor wird traditionell mit einem auffälligen Schädelkamm dargestellt, der dem des heutigen Kasuars ähnelt. Eine Neuuntersuchung verschiedener Oviraptoriden zeigt jedoch, dass diese populäre Art mit hohem Kamm wahrscheinlich zu der Gattung Citipati gehört, einem Verwandten von Oviraptor. Es ist dennoch wahrscheinlich, dass auch Oviraptor einen Schädelkamm besaß; dessen wirkliche Größe und Form ist wegen der Zerdrückung des einzigen bekannten Schädels jedoch unbekannt.

## Systematik

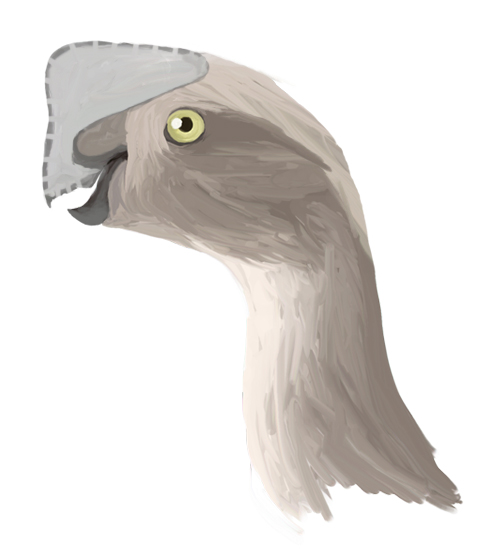
Kopfstudie von Oviraptor philoceratops

Ursprünglich klassifizierte Osborn Oviraptor aufgrund des zahnlosen Schnabels innerhalb der Ornithomimiden. Osborn entdeckte zudem Ähnlichkeiten mit Chirostenotes, welcher noch immer als ein enger Verwandter von Oviraptor betrachtet wird. Im Jahr 1976 stellte Rinchen Barsbold eine neue Familie auf, die Oviraptoridae, welche Oviraptor als Typgattung sowie verwandte Gattungen enthalten sollte.
Das ursprüngliche Oviraptor-Skelett ist schlecht erhalten, insbesondere wegen des zerdrückten und deformierten Schädels. In den 1970er- und 1980er-Jahren wurden dieser Gattung neue und vollständigere Oviraptoriden-Funde zugeordnet.
Im Jahr 1976 schrieb Barsbold sechs zusätzliche Funde dem Oviraptor zu (einschließlich IGM 100/20 und 100/21), diese wurden später jedoch der neuen Gattung Conchoraptor zugeschrieben. Der vielleicht berühmteste Fund, IGN 100/42, zeichnet sich durch seine Größe und durch seinen guterhaltenen, kompletten Schädel aus. Dieser Fund wurde von Barsbold im Jahr 1981 der Gattung Oviraptor zugeschrieben und repräsentierte Oviraptor in den meisten Darstellungen als auch in wissenschaftlichen Studien über Oviraptoriden. Jedoch wurde dieser Fund, mit seinem auffällig großen, kasuarähnlichen Schädelkamm, neu untersucht. Die Forscher, welche auch die nistenden Oviraptoriden beschrieben hatten, zeigten, dass die Ähnlichkeiten zu einigen anderen Gattungen größer waren als zu Oviraptor. So wurde IGN 100/42 aus der Gattung Oviraptor ausgeschlossen und provisorisch innerhalb der Gattung Citipati eingeordnet.

## Paläobiologie

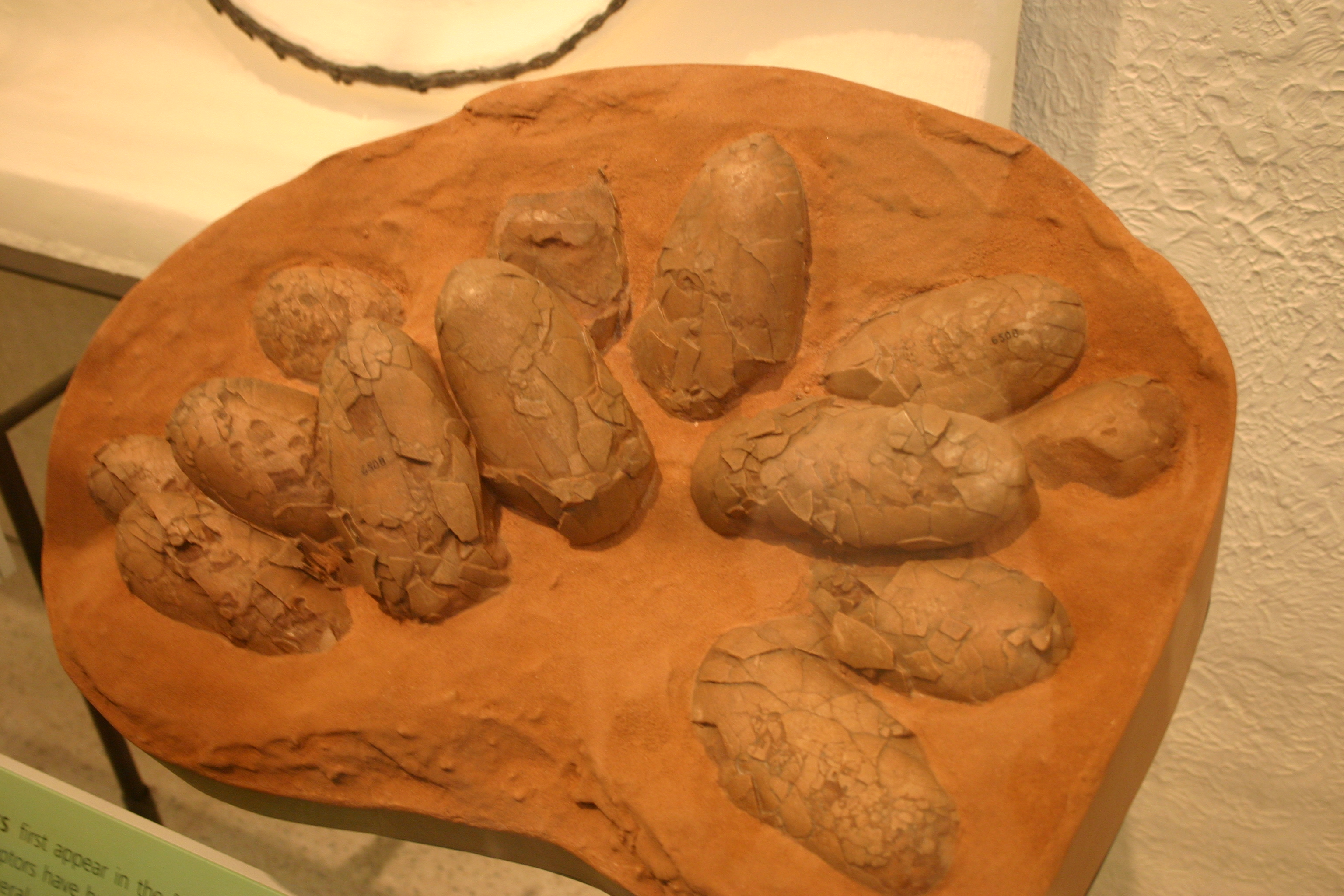
Fossiles Nest (Exemplarnummer AMNH FR 6508)

Das erste Skelett fand sich auf einer Anhäufung fossiler Eier, die anfangs dem Ceratopsier Protoceratops zugeschrieben wurden. Daraus schloss man, dass sich Oviraptor von Eiern ernährte, wie auch sein Name (lateinisch für „Eierdieb“) zeigt. Das Artepitheth philoceratops bedeutet dementsprechend „Liebhaber der Ceratopsier“.
In seiner Erstbeschreibung aus dem Jahr 1924 erklärte Osborn, dass der Name Oviraptor gewählt wurde, da der Schädel nur ca. 10 cm von den Eiern entfernt gefunden wurde. Er vermutete, dass die ungewöhnlich geformten Kiefer und der Schnabel ein Werkzeug zum Aufbrechen der Eier gebildet haben könnten. Jedoch merkte er an, dass der Name Oviraptor „uns in Bezug auf seine Fressgewohnheiten komplett beirren und über seinen wahren Charakter hinwegtäuschen könnte“ („may entirely mislead us as to its feeding habits and belie its character“).
In den 1990ern bewiesen Funde brütender Oviraptoriden wie Citipati, dass Osborn mit seiner kritischen Betrachtung recht hatte. Diese Funde zeigen, dass das gefundene Oviraptor-Skelett ein Elterntier war, das seine Eier bebrütet hatte. Im Jahr 1977 argumentierte Barsbold, dass der Schnabel sehr kräftig und somit für das Knacken der Schalen von Mollusken wie Muscheln geeignet war, die in der gleichen geologischen Formation gefunden wurden wie Oviraptor.

## In der Populärkultur
Wegen seines bizarren, vogelähnlichen Erscheinungsbildes und seinem Ruf als Eierdieb ist Oviraptor ein häufiger Bestandteil populärer Medien, die Dinosaurier zum Thema haben. Fast alle populären Darstellungen von Oviraptor basieren jedoch auf früheren Rekonstruktionen des großkämmigen Oviraptoriden-Fossils, das heute als Citipati bekannt ist, und nicht auf tatsächlichen Oviraptor-Fossilien.
Ein erwähnenswertes Beispiel von Oviraptor in der Fiktion ist James Gurneys Buch Dinotopia. Da er Oviraptor nicht länger als einen Eierdieb sieht, nannte Gurney das Tier „Ovinutrix“, was so viel bedeutet wie „Eierpfleger“. 
Oviraptor taucht häufig in Dinosaurierfilmen auf, wie in Disney’s Dinosaurier, wo er ein Iguanodon-Ei stiehlt. Die Figur Ruby in der Fernsehserie In einem Land vor unserer Zeit (The Land Before Time) ist ein junger weiblicher Oviraptor, welcher den jungen Dinosauriern behilflich ist.